# Peromyia penisulae
Peromyia penisulae är en tvåvingeart som beskrevs av Boris Mamaev 1998. Peromyia penisulae ingår i släktet Peromyia och familjen gallmyggor. Inga underarter finns listade i Catalogue of Life.